# 스테레오 퓨즈
스테레오 퓨즈(Stereo Fuse)는 미국 텍사스주 댈러스 출신 포스트 그런지 밴드이다.

## 멤버
- 콜린 힐(Colin Hill) - 보컬, 어쿠스틱 기타
- 제프 키(Jeff Quay) - 기타
- 채드 젠킨스(Chad Jenkins) - 드럼

## 음반 목록

### 정규 음반
- 《Stereo Fuse》(2002년)
- 《All That Remains》(2006년)